# 马利亚诺-迪滕纳
马利亚诺-迪滕纳（義大利語：Magliano di Tenna），是意大利费尔莫省的一个市镇。总面积7.82平方公里，人口1427人，人口密度182.5人/平方公里（2009年）。ISTAT代码为044026。